# Яковенко Денис Олександрович
Дени́с Олекса́ндрович Якове́нко (1989—2014) — старший солдат, Збройні сили України, учасник російсько-української війни.

## Короткий життєпис
Народився 1989 року в селі Чаган (Казахстан). 2006 року закінчив Ніжинську ЗОШ № 7. На Майдані був в бригаді медиків-волонтерів.
Після Майдану добровольцем пішов на фронт в травні 2014-го, снайпер-розвідник, 41-й батальйон територіальної оборони «Чернігів-2». З початку подій в Іловайську за власної ініціативи перервав відпустку і відбув в район боїв.
4 вересня 2014-го загинув під час артилерійського обстрілу українських позицій, який вчинили російські збройні формування біля Дебальцевого.
Без Дениса залишилась дружина і мама Лариса; син від першого шлюбу.
Похований в Ніжині.

## Нагороди і вшанування

Меморіальна дошка герою АТО Денису Яковенку на будівлі Ніжинської ЗОШ № 7

За особисту мужність і героїзм, виявлені у захисті державного суверенітету та територіальної цілісності України, вірність військовій присязі під час російсько-української війни, відзначений — нагороджений
- 27 червня 2015 року — орденом «За мужність» III ступеня
- Його портрет розміщений на меморіалі «Стіна пам'яті полеглих за Україну» у Києві: секція 4, ряд 8, місце 13
- В травні 2015 року на фасаді Ніжинського професійного аграрного ліцею встановлено меморіальну дошку його честі
- 9 квітня 2021 року на стіні будинку в Ніжині, де мешкав Денис, встановлено меморіальну дошку